# مركز تي دبليو إيه الجوي

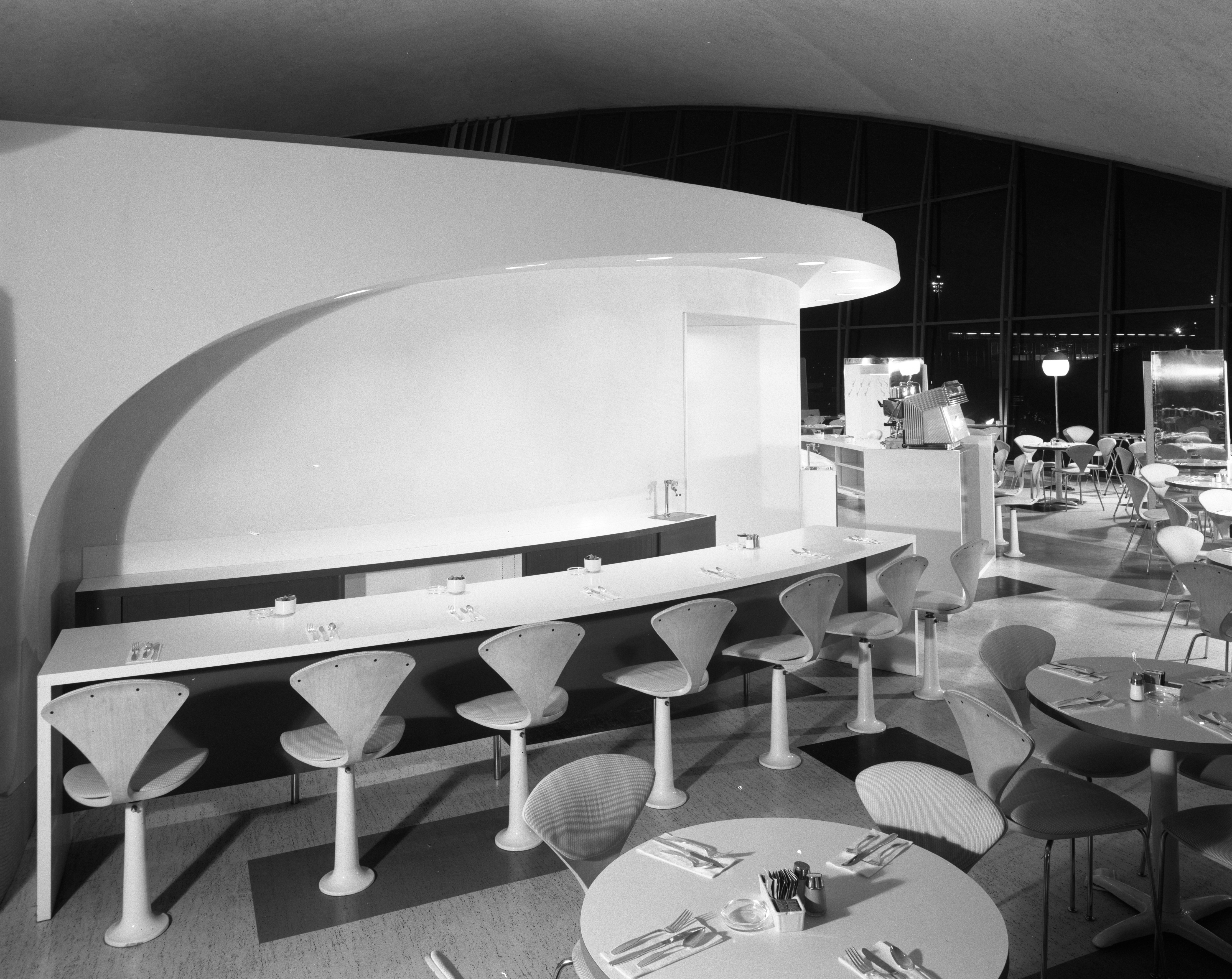
مطعم ومقهي يونيون نيوز بمركز رحلات تي دابليو إيه، إيدل وايلد..

مركز تي دبليو إيه الجوي هو الاسم الأصلي للمبنى رقم 5 من مطار جون إف كينيدي الدولي الواقع بنيويورك وكانت تستخدمه سابقا شركة الطيران تي دبليو إيه. المينى يستخدم حاليا لشركة جت بلو منذ ديسمبر 2005.
من تصميم المعماري ايرو سارنين. تم تدشينه في 28 مايو 1962. وعند شراء أمريكان ايرلاينز لتي دبليو إيه في 2001 تم غلقه.
تصميمه المعماري الثوري بالنسبة لزمانه حال دون إعادة تهيئته لمسايرة المقاييس الأمنية خاصة بعد أحداث 11 سبتمبر 2001. وشوهد في أفلام عدة مثل أوقفني ان استطعت Catch Me If You Can.